# 王培仁 (立法委員)
王培仁（1900年5月21日—1970年4月14日），名邦荣，字培仁，男，安徽六安人，中华民国政治人物。

## 生平
生于1900年（清光绪二十六年）。毕业于北京大学、日本东京法政大学。曾任中国国民党中央党史编纂委员会档案处处长。國立安徽大學籌委會籌備委員，1942年3月任国民政府立法院第四届立法委员。民國37年（1948年）在安徽省第三選區當選第一屆立法委員。民國38年1月6日，辭職轉任水利部政務次長。后来赴台湾，曾任公务员惩戒委员会委员、五十六年交通事業郵政人員升資考試典試委員、五十六年中央各機關公務人員升等考試典試委員、五十七年特種考試國軍退除役軍官轉任公務人員考試典試委員、五十八年公務人員高等考試典試委員。
1970年，逝世。